# Alamut (zespół muzyczny)
Alamut – grupa muzyczna powstała w Warszawie w 2003 roku, grająca fuzję muzyki etnicznej, jazzowej i rockowej z wyraźnymi wpływami muzyki Bliskiego Wschodu.
W maju 2007 zespół wydał płytę pod tytułem Alamut. Grupa grała w szeregu festiwali muzycznych w Polsce, m.in. Open’er Festival 2008, Ethno Port w Poznaniu 2009.

## Skład koncertowy
- Asja Czajkowska – wokal
- Łukasz Wójcicki – wokal, bendir
- Karol Czajkowski – gitara
- Jakub Borysiak – klarnet
- Alpago Polat – ney
- Wojciech Traczyk – kontrabas
- Hubert Zemler – perkusja

## Współpracowali z zespołem
- Bogusz Wekka – perkusjonalia
- Wojciech Pulcyn – kontrabas
- Daniel Moński – darabuka
- Sebastian Wielądek – ney
- Hubert Połoniewicz – ney
- Maciej Kierzkowski – bęben

## Dyskografia
- Alamut (2007) – wyd. Unzipped Fly